# Włókniak

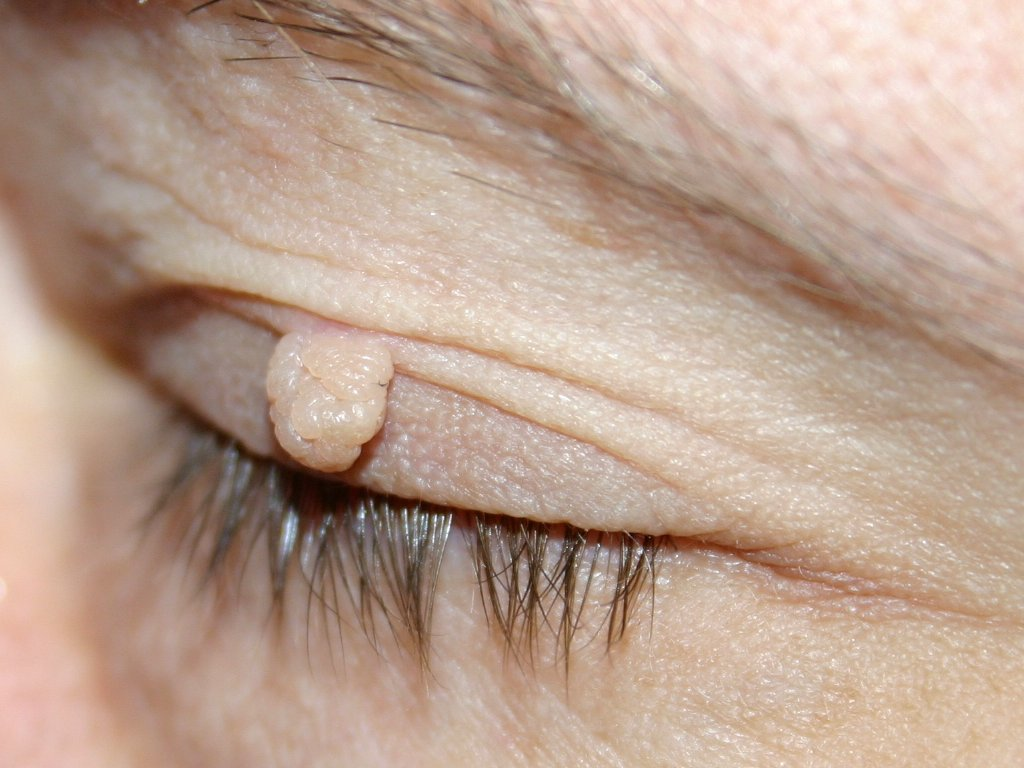
Włókniak miękki na powiece

Włókniak (łac. fibroma) – łagodny nowotwór powstający z tkanki łącznej. Wyróżnia się włókniaki miękkie (łac. fibroma molle) i włókniaki twarde (łac. fibroma durum, dermatofibroma, fibrosis nodularis subepidermalis).Kod ICD 10 - D23.

## Objawy i przebieg
Włókniaki miękkie są nowotworami o charakterze wrodzonym, ale mogą pojawiać się w różnym wieku. Są to miękkie guzy lub guzki, zwykle workowato zwisające, dające się często wprowadzić w głąb skóry przez ucisk palcem. Zwykle są liczne (łac. fibromatosis), barwy skóry lub nieco ciemniejsze. Drobne włókniaki szczególnie często umiejscawiają się na szyi i karku, zwłaszcza u starszych kobiet. Nie wykazują skłonności do samoistnego ustępowania.
Włókniaki twarde są zmianami odczynowymi włóknistymi i powstają niezależnie od wieku. Są z reguły pojedyncze, mniejsze niż włókniaki miękkie, usadowione na skórze i wraz z nią przesuwalne względem podłoża; nie dadzą się odprowadzić uciskiem w głąb skóry. Najczęstsze są na kończynach, ich częstość wzrasta z wiekiem.

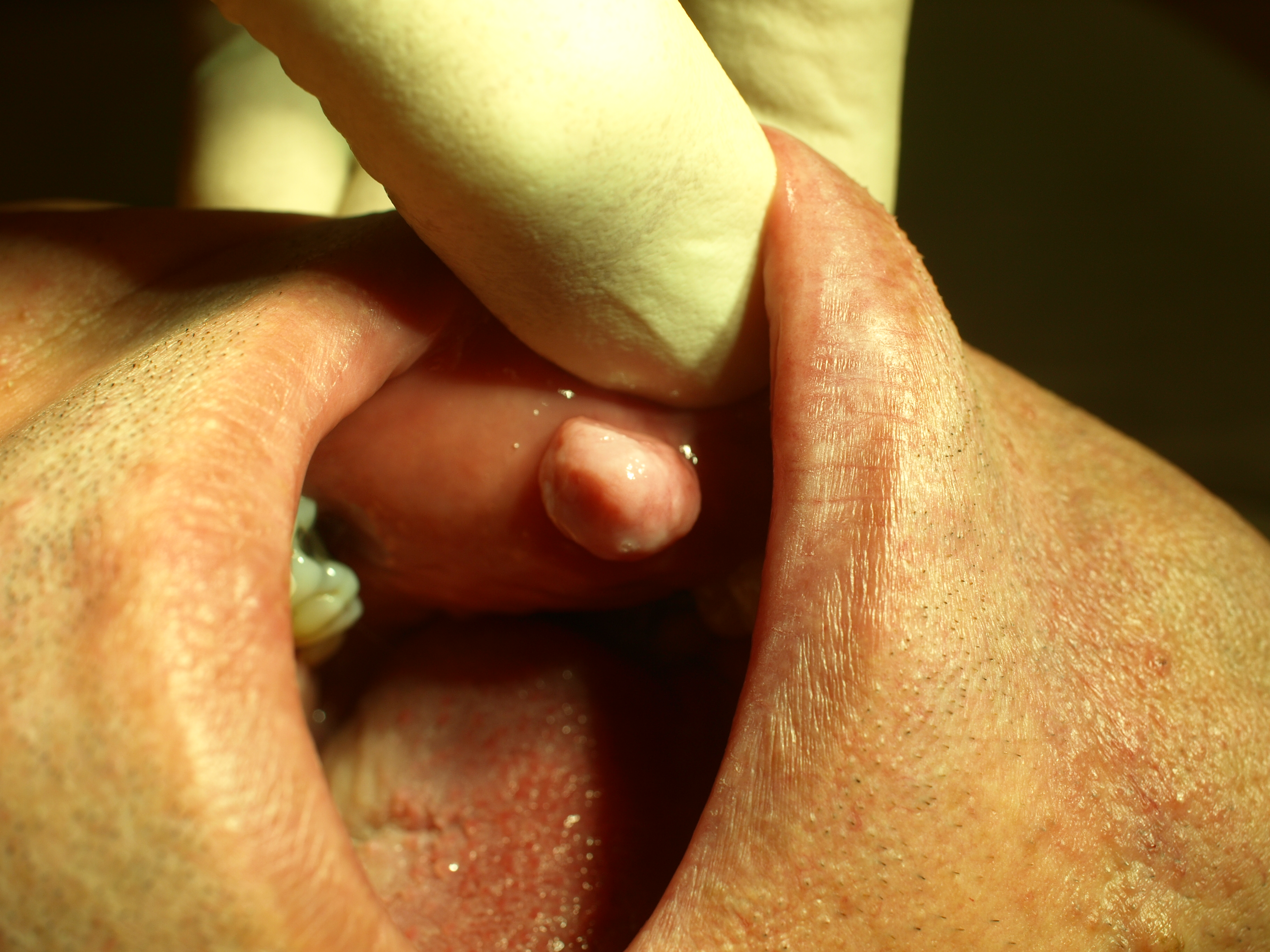
Włókniak

## Różnicowanie
Włókniaki miękkie:
- znamiona komórkowe miękkie (łac. naevi cellulares molles)
- brodawczaki (łac. papillomata)
- tłuszczaki (łac. lipomata)

Włókniaki twarde:
- histiocytoma
- zwłókniały naczyniak (łac. angioma fibrotisans)
- bliznowiec

## Leczenie
Chirurgiczne, elektrochirurgiczne lub kriochirurgiczne, głównie ze względów estetycznych.